# Schleicher K 10
Die Schleicher K 10 war ein Segelflugzeug und eine Entwicklungsstudie in Holzbauweise mit Stoffbespannung. Aus ihr ging später die Schleicher K 6 E hervor, bei der unter anderem das Pendelhöhenleitwerk der Ka 6 CR-Pe übernommen wurde. Außerdem wurde zur Verbesserung der Schnellflug-Eigenschaften das NACA-63-Profil durch ein Wortmann-Profil ersetzt, das von einem FX 40 an der Wurzel nach außen in ein FX 30 übergeht.
Um ein möglichst genaues Profil und damit auch eine längere laminare Luftströmung zu erzielen, reichte die Vorderkantenbeplankung bis 65 % der Flügeltiefe und bestand aus 2,5 mm starkem Sperrholz. Der Prototyp der K 10 (D-3619) wurde erstmals 1963 geflogen (Prüfschein vom 30. Juli 1963). Zwar zeigte die Erprobung, dass die Verwendung der Wortmann-Profile und die durch Strukturverstärkungen bedingte Gewichtszunahme um 25 kg bei hohen Geschwindigkeiten einen großen Leistungszuwachs brachten, die Flugeigenschaften bei mittleren Geschwindigkeiten, welche die Ka 6 unter anderem so anziehend machten, waren jedoch schlecht. Deshalb wurde nach nur zwölf Exemplaren, die zwischen 1963 und 1964 gebaut wurden, die Produktion der K 10 eingestellt und Kaiser entwarf die K 6 E als eine neue Version der Ka 6, die eine Synthese der harmonischen Flugeigenschaften der Ka 6 CR und der besseren Leistungen der K 10 werden sollte.

## Technische Daten
| Kenngröße                        | Daten           |
| -------------------------------- | --------------- |
| Besatzung                        | 1               |
| Länge                            | 6,64 m          |
| Spannweite                       | 15 m            |
| Höhe                             | 1,65 m          |
| Flügelfläche                     | 12,53 m²        |
| Flügelstreckung                  | 17,96           |
| Flügelprofil (innen/Mitte/außen) | FX 40 – FX 30   |
| Gleitzahl                        | 32              |
| Leermasse                        | 210 kg          |
| Startmasse                       | 320 kg          |
| Flächenbelastung                 | max. 25,5 kg/m² |
| Mindestgeschwindigkeit           | 64 km/h         |

## Erhaltene Flugzeuge
Die K10 D-3629 des Vereins zur Förderung des historischen Segelflugs.